# 聯昌泰
聯昌泰國際集團有限公司（又名倍可國際集團有限公司）（除牌當時為1190.HK）-- 前香港主版上市公司，創辦於1970年，由前香港商人陳文川創立，主要業務建築及物業投資。
公司由2002年8月23日起因發生財政問題暫停買賣，而引致負債和清盤。

## 聯昌泰案
在2000年至2001年期間，陳文川串謀和其他有關人士詐騙，包括虛假交易、做假帳等。而在2010年12月2日，法庭裁定陳啟耀串謀詐騙及偽造假帳罪，罪名成立，入獄3年半；而麥烱堯同樣被控串謀詐騙及偽造假帳罪，罪名成立，入獄2年4個月。

## 撤銷上市
最後本公司因未能向港交所提交復牌建議，而根據《香港聯合交易所有限公司證券上市規則》條例第17條，裁定本公司在2005年3月16日於上午9時30分撤銷上市。

## 外部連結
- 用空殼公司虛假交易 聯昌泰前董事涉騙千萬 （页面存档备份，存于）
- 做假帳「救公司」 聯昌泰兩董事判囚 （页面存档备份，存于）